# Ricci Riera
Ricci Riera, es un productor discográfico,  DJ y compositor estadounidense de Los Ángeles, California. Es mejor conocido por su producción con notables artistas de hip hop como Kendrick Lamar, Drake, Travis Scott, Schoolboy Q, Overdoz y ASAP Rocky, entre otros.  Además de su producción en solitario, Riera fue anteriormente miembro del dúo de producción THC de Los Ángeles, nominado al Grammy.   Riera obtuvo su primera nominación al Grammy como productor solista con "U With Me?" en el segundo álbum más vendido de 2016, Views.   Ricci apareció recientemente dos veces en el muy esperado tercer álbum de estudio de Kendrick Lamar  Damn.  produciendo las canciones "Element"  coproducidas por James Blake y "God".  

## Discografía de producción

### Canciones notables producidas en álbumes importantes[12][13]
Lista de canciones como productor o coproductor, con artistas intérpretes, mostrando el año de lanzamiento y el nombre del álbum y la certificación.
| Título                                              | Año  | Artista(s) intérpretes | Certificaciones   | Álbum                           |
| --------------------------------------------------- | ---- | ---------------------- | ----------------- | ------------------------------- |
| "M.A.A.D City"                                      | 2012 | Kendrick Lamar         | RIAA: Platinum    | Good Kid, M.A.A.D City          |
| "Collard Greens"                                    | 2014 | Schoolboy Q            | RIAA: Platinum    | Oxymoron                        |
| "Fine Whine" (featuring Future, Joe Fox and M.I.A.) | 2015 | ASAP Rocky             | RIAA: Gold        | At. Long. Last. A$AP            |
| "Electric Body" (featuring Schoolboy Q)             | 2015 | ASAP Rocky             | RIAA: Gold        | At. Long. Last. A$AP            |
| "Clubhouse"                                         | 2015 | Mac Miller             |                   | GO:OD AM                        |
| "U Wit Me?"                                         | 2016 | Drake                  | RIAA: 4× Platinum | Views                           |
| "SDP Interlude"                                     | 2016 | Travis Scott           | RIAA: Platinum    | Birds in the Trap Sing McKnight |
| "Element"                                           | 2017 | Kendrick Lamar         | RIAA: 2× Platinum | Damn                            |
| "God"                                               | 2017 | Kendrick Lamar         | RIAA: 2× Platinum | Damn                            |
| "New Choppa"(featuring ASAP Rocky)                  | 2017 | Playboi Carti          |                   | Playboi Carti                   |
| "Riviera"(featuring Joey Badass and Telana)         | 2017 | ASAP Twelvyy           |                   | 12                              |

## Otras canciones
Kendrick Lamar - Section.80 (2011)
- 1. "Fuck Your Ethnicity"
- 5. "Tammy's Song (Her Evils)"
- 10. "Chapter Ten"

(2012)
- "Cartoons and Cereal"[24]

Iman Omari- Energy (2011)
- 3. "Midnight"
- 5. "First Time" (featuring Joon)

Overdoz- Live For, Die For (2011)
- 1."Live For, Die For"
- 2. "Before We Go On"
- 3. "Don't Wanna Be Your GF" (featuring Skeme)
- 5. "It Girl"
- 8. "Pasadena"
- 9. "The Function"
- 10."Wanna Know Your Name"(featuring Casey Veggies)
- 11. "Come First"
- 12. "Taking Me Down" (featuring Kendrick Lamar)
- 14. "Got Me F**ked Up"
- 15. "Counting My Money" (featuring Dom Kennedy)

Dom Kennedy-  Yellow Album (2012)
- 1. "So Elastic"
- 5. "Girls On Stage"
- 6. "Don't Call Me" (featuring Too Short)
- 7. "5.0"

Schoolboy Q- Habits &amp; Contradictions- (2012)
- 4. "Sex Drive" (featuring Jhené Aiko)
- 5. "Oxy Music"

Skeme- Alive and Living (2012)
- "Kidz With Gunz (featuring Schoolboy Q)

Overdoz- BOOM (2013)
- 1. "Underground" (featuring Pimp C)
- 2. "These Niggas" (featuring Nipsey Hussle)
- 3. "FSWAD"
- 5. "Destos Don't Stress Hoes"
- 6. "Killer Tofu"
- 8. "De$tabil"
- 10. "Barbary Coast"
- 11."When I Woke Up"
- 12."Thinkin"
- 13. "Lois Lane"

Nipsey Hussle- <b id="mw9g">Mailbox Money</b>- (2014)
- 8. "Between Us" (featuring K Camp)
- 10. "Stay Loyal" (featuring J. Stone)
- 12. "No N***a Like Me" (featuring Trae Tha Truth)